# 特列沃
特列沃（法語：Trièves，法語發音：[tʁijɛv]）是法国的一个小型传统地区，位于伊泽尔省南部，阿尔卑斯山区。